# Howards Grove
Howards Grove ist eine Gemeinde (mit dem Status „Village“) im Sheboygan County im US-amerikanischen Bundesstaat Wisconsin. Im Jahr 2010 hatte Howards Grove 3188 Einwohner.

## Geografie
Howards Grove liegt im Südosten Wisconsins beiderseits des Pigeon River, der rund 10 km südöstlich in den Michigansee mündet. 
Die geografischen Koordinaten von Howards Grove sind 43°50′02″ nördlicher Breite und 87°49′12″ westlicher Länge. Das Gemeindegebiet erstreckt sich über eine Fläche von 6,06 km² und wird von der Town of Herman umgeben, ohne dieser anzugehören.
Nachbarorte von Howards Grove sind Meeme (10 km nördlich), Cleveland (14,6 km nordöstlich), Mosel (7,8 km südöstlich), Sheboygan (13,5 km südöstlich), Kohler (12,1 km südsüdöstlich), Sheboygan Falls (12,5 km südlich), Plymouth (22,3 km südwestlich), Elkhart Lake (16 km westlich), Kiel (20,1 km westnordwestlich) und St. Nazianz (24,6 km nordnordwestlich).
Die nächstgelegenen größeren Städte sind Green Bay (91 km nördlich), Appleton (81,5 km nordwestlich), Wisconsins Hauptstadt Madison (182 km südwestlich), Wisconsins größte Stadt Milwaukee (98,3 km südlich) und Chicago in Illinois (244 km in der gleichen Richtung).

## Verkehr
Der Interstate Highway 43, der die kürzeste Verbindung von Milwaukee nach Green Bay bildet, verläuft in Nord-Süd-Richtung in etwa 3 km Entfernung entlang der östlichen Gemeindegrenze von Howards Grove. Im Zentrum des Ortes treffen die Wisconsin State Highways 32 und 42 zusammen. Alle weiteren Straßen sind untergeordnete Landstraßen, teils unbefestigte Fahrwege sowie innerörtliche Verbindungsstraßen.
Mit dem Sheboygan County Memorial Airport befindet sich 11,6 km südsüdwestlich ein kleiner Flugplatz. Die nächsten Verkehrsflughäfen sind der Austin Straubel International Airport in Green Bay (95,9 km nördlich) und der Milwaukee Mitchell International Airport in Milwaukee (108 km südlich).

## Bevölkerung
Nach der Volkszählung im Jahr 2010 lebten in Howards Grove 3188 Menschen in 1245 Haushalten. Die Bevölkerungsdichte betrug 526 Einwohner pro Quadratkilometer. In den 1245 Haushalten lebten statistisch je 2,56 Personen. 
Ethnisch betrachtet setzte sich die Bevölkerung zusammen aus 98,3 Prozent Weißen, 0,4 Prozent Afroamerikanern, 0,1 Prozent amerikanischen Ureinwohnern, 0,6 Prozent Asiaten sowie 0,2 Prozent aus anderen ethnischen Gruppen; 0,5 Prozent stammten von zwei oder mehr Ethnien ab. Unabhängig von der ethnischen Zugehörigkeit waren 0,9 Prozent der Bevölkerung spanischer oder lateinamerikanischer Abstammung. 
25,3 Prozent der Bevölkerung waren unter 18 Jahre alt, 62,7 Prozent waren zwischen 18 und 64 und 12,0 Prozent waren 65 Jahre oder älter. 49,5 Prozent der Bevölkerung waren weiblich.
Das mittlere jährliche Einkommen eines Haushalts lag bei 70.349 USD. Das Pro-Kopf-Einkommen betrug 31.443 USD. 1,5 Prozent der Einwohner lebten unterhalb der Armutsgrenze.